# Plan Piloto
Plan Piloto es la parroquia más antigua del cantón La Concordia. Los primeros colonos que llegaron a Plan Piloto, lo hicieron un 16 de noviembre de 1957, eso está guardado en la historia de la actual parroquia del cantón La Concordia.
De acuerdo a la descripción oral de quienes viven en la cabecera parroquial, los primeros colonos eran de las provincias de Loja y Manabí, quienes dejaron su tierra por la extensa sequía que vivieron en ese período. La parroquia Plan Piloto tiene una superficie total 82,68 km², es decir, 8.268 ha. Esta superficie representaba el 2.18% de la superficie total de la provincia de Santo Domingo de los Tsáchilas.
La cabecera parroquial de Plan Piloto está conformado por 7 barrios, La Dolorosa, Barrio Central, barrio Las Toquillas, barrio Brisas del río, barrio 16 de noviembre, barrio El Cisne y Santa Isabel.[cita requerida]

## Historia
En el año de 1956, con el mando de Camilo Ponce E., se crea una la Ley de Tierras Baldías, agregándolas en el Instituto Nacional de Colonización en el proyecto de 'Colonización Dirigida' a las selváticas tierras de Santo Domingo, con el objetivo de cambiarlas en productivas. De 1956 a 1958 se fabrica una vía de 12 km de longitud, partiendo del km 32 de la Vía Santo Domingo - La Concordia hacia el occidente, como entrada y base en la conformación y loteo de fincas de entre 30 y 50 hectáreas, implementadas con residencias en dos niveles, 1 hectárea obrada de café, plátano, piña y yuca; además de 1.200 sucres mensuales a lo largo de un año para subsistencias y crédito para cultivos, proporcionado a colonos y traídos principalmente de Quito. Complementariamente, en el km 8 de esta calle, se organiza un centro poblado nombrado "Plan Piloto", con los servicios básicos. En el año 1964 se dicta una reciente Ley de Reforma Agraria por parte del gobierno militar, momento en el que el Consorcio de Cooperativas Agrícolas crea el Centro Rural de Educación Campesina en Plan Piloto, con la idea de dar educación y formación cooperativista. Para el año 1966, se crea y legaliza la comuna Plan Piloto, con su primer presidente.

## Ubicación
Al norte: La jurisdicción de la cabecera cantonal La Concordia, al sur: La parroquia San Jacinto del Búa; al este: La parroquia Valle Hermoso y al oeste: La parroquia La Villegas.